# Actinopeltis ciliaris
Actinopeltis ciliaris är en svampart som beskrevs av S.K. Bose & E. Müll. 1964. Actinopeltis ciliaris ingår i släktet Actinopeltis och familjen Microthyriaceae.   Inga underarter finns listade i Catalogue of Life.